# Speak No Evil (Wayne Shorter)
Speak No Evil è un album del sassofonista jazz Wayne Shorter, registrato il 24 dicembre  del 1964.
Tutti i brani sono stati composti da Wayne Shorter stesso.

## Tracce
1. Witch hunt – 8:07
2. Fee-Fi-Fo-Fum – 5:50
3. Dance cadaverous – 6:42
4. Speak no evil – 8:21
5. Infant eyes – 6:51
6. Wilde flower – 6:00

- La sequenza e la durata dei brani sono tratti dall'edizione in Cd del 1987 della Manhattan Records, divisione della Capitol Records

## Formazione
- Wayne Shorter – sassofono tenore
- Freddie Hubbard – tromba
- Herbie Hancock – pianoforte
- Ron Carter – contrabbasso
- Elvin Jones – batteria

## Copertina
La foto di copertina originale dell'album, mostra un primo piano di Teruka (Irene) Nakagami, la prima moglie di Wayne Shorter che egli aveva conosciuto nel 1961. La coppia ebbe una figlia, Miyako.

## Classifiche
| Classifica (2021) | Posizione massima |
| ----------------- | ----------------- |
| Grecia            | 49                |